# Caio Escribônio Curião (cônsul em 76 a.C.)
Caio Escribônio Curião (m. 53 a.C.; em latim: Gaius Scribonius Curio), dito Burbuleu ou Burbulieu, foi um político da gente Escribônia da República Romana eleito cônsul em 76 a.C. com Cneu Otávio. Era filho de Caio Escribônio Curião, pretor em 121 a.C. e curião máximo (daí o cognome da família), e pai de Caio Escribônio Curião, um general aliado de Júlio César durante a guerra civil. Foi um famoso orador e reconhecido pela pureza de seu latim. Seu agnome era uma referência ao seu jeito de andar.

## Carreira
Curião era um membro da facção senatorial dos optimates, que representava os interesses da aristocracia contra a facção dos populares, mais ligados às táticas mais populistas. Em 100 a.C., quando o rebelde tribuno da plebe Lúcio Apuleio Saturnino foi assassinado, Curião estava entre os jovens nobres romanos que apoiaram o resultado. Ele próprio foi eleito tribuno em 90 a.C. e serviu, depois com Sula na Grécia e como legado na Ásia durante a guerra contra Arquelau, um dos generais de Mitrídates VI do Reino do Ponto. Participou ainda do Cerco de Atenas, durante o qual o tirano Aristião se refugiou na Acrópole (87 a.C.). Participou também da ocupação da Grécia e ajudou a colocar no trono da Bitínia Nicomedes IV e no da Capadócia, Ariobarzanes I.
Retornou com Sula para a Itália romana em 83 a.C. e se beneficiou muito de sua amizade. No ano seguinte, foi eleito pretor e, alguns anos mais tarde, em 76 a.C., foi eleito cônsul com Cneu Otávio. Depois de seu mandato, recebeu o governo da província romana da Macedônia. Com poderes proconsulares, lutou com êxito na fronteira norte contra dos dardânios e mésios, sendo o primeiro general romano a alcançar o Danúbio. Suas vitórias lhe valeram um triunfo quando voltou a Roma em 71 a.C..
Foi um grande amigo de Cícero e o apoiou durante a Conspiração de Catilina (63 a.C.). Discursou em defesa de Públio Clódio Pulcro quando ele foi acusado de violar os rituais da Bona Dea. Cícero também discursou contra Clódio e Curião, mas isto não interferiu na amizade entre eles.
Com o tempo, passou a ser adversário de Júlio César e escreveu contra ele. Em 57 a.C., foi nomeado pontífice e faleceu quatro anos depois.